# 東日本コンテンツ・ソフト
一般社団法人東日本コンテンツ・ソフト（ひがしにほんコンテンツ・ソフト）は、かつて存在した日本のアダルトビデオなどの倫理的な規制及び審査を行う一般社団法人である。通称EJCS。
日本コンテンツ審査センター（旧映像倫理機構）へ一切の業務を移譲した。

## 組織概要
- 代表理事:堀井光
- 設立：2008年6月27日
- 従業員数:14名
- 住所:東京都渋谷区道玄坂1-19-2 スプラインビル9F

## 審査メーカー
- 有限会社プレステージ
- 有限会社フルセイル
- 株式会社MAD
- 株式会社ラストラス
- 株式会社ディーオーシー
- 株式会社メディアグローバルステージ
- 株式会社テーゼ
- 株式会社クイーンズロード
- 有限会社アバンギャルド
- 株式会社Gクラフト
- アートスタイルエンターテインメント
- 株式会社ブライト

## 審査基準
審査基準に関しては、設立時から映像倫理機構の前身組織であるコンテンツ・ソフト協同組合（CSA）メディア倫理委員会（メディ倫）の審査基準に近い形を採っていた。